# 徐敏 (洪武进士)
徐敏，浙江臨安人，明朝政治人物、進士出身。

## 生平
洪武十八年，登進士，官至刑科給事中。